# Giovanni Andrea Carlone
Giovanni Andrea Carlone, född 1639 i Genua, död 1697 i Genua, var en italiensk målare under barocken.
I Rom har Carlone bland annat utfört en serie fresker i jesuiternas moderkyrka Il Gesù. De skildrar scener ur helgonet Frans Xaviers liv.